# こうちToday
『こうちToday』（こうちトゥデイ）は、1985年4月1日から1988年4月1日まで高知放送（RKCテレビ）で放送されていた、2代目の夕方のローカルニュース番組である。その後の1987年10月から日本テレビ発の『NNNライブオンネットワーク』（全国ニュース）をインサートするようになったことから、『NNNこうちToday』と改名するとともに放送時間が60分に拡大した。

## 放送時間
いずれも日本標準時。
- 月曜 - 金曜 18:00 - 18:30（1985年4月1日 - 1987年10月2日）
- 月曜 - 金曜 18:00 - 19:00（1987年10月5日 - 1988年4月1日）